# Ījdānak
Ījdānak (persiska: ايجدانك) är en ort i Iran.   Den ligger i provinsen Teheran, i den centrala delen av landet, 50 km söder om huvudstaden Teheran. Ījdānak ligger 888 meter över havet och antalet invånare är 121.
Terrängen runt Ījdānak är platt, och sluttar söderut. Runt Ījdānak är det tätbefolkat, med 297 invånare per kvadratkilometer. Närmaste större samhälle är Qarchak, 16,3 km norr om Ījdānak. Trakten runt Ījdānak består till största delen av jordbruksmark.